# Agriades nevadensis
Agriades nevadensis är en fjärilsart som beskrevs av Züllich 1928. Agriades nevadensis ingår i släktet Agriades och familjen juvelvingar. Inga underarter finns listade i Catalogue of Life.